# Pholidota guibertiae
Pholidota guibertiae là một loài thực vật có hoa trong họ Lan. Loài này được Finet miêu tả khoa học đầu tiên năm 1910.